# مارس وان
مارس وان یک سازمان خصوصی کوچک از هلند بود که با ادعای فرود آوردن نخستین انسان‌ها در مریخ و ایجاد یک کلونی دائمی انسان جهت اسکان انسان در مریخ اقدام به جمع‌آوری کمک‌های مالی کرد.
این شرکت توسط کارآفرین هلندی باس لانس‌دورپ در سال ۲۰۱۰ تأسیس شد. در زمان فعالیت آن، برنامه این پروژه، امکان تحقق از نظر فنی و مالی، و همچنین مسائل اخلاقی مربوط به آن به‌طور گسترده از جانب دانشمندان، مهندسان و فعالان صنعت هوافضا مورد انتقاد قرار گرفته‌بود.
طبق برنامه اولیه اعلام شده توسط شرکت، قرار بر این بود که در سال ۲۰۱۶ (تغییر یافته به ۲۰۲۴) یک مریخ‌نشین رباتیک و یک ربات مداری پرتاب شود و سپس یک گروه چهار نفره از انسان‌ها در سال ۲۰۲۳ (تغییر یافته به ۲۰۳۲) بر روی مریخ فرود آید. سپس یک گروه چهار نفره از فضانوردان نیز هر دو سال به آن‌ها افزوده شود. از منابع درآمد اصلی پیشنهاد شده برای این پروژه، یک برنامه تلویزیونی واقع‌نما از سفر داوطلب‌ها بود.
در فوریه ۲۰۱۵، شرکت‌های طرف قرارداد مارس وان برای ساخت ربات‌های مرحله نخست، اعلام کردند که مطالعات اولیه به پایان رسیده اما هنوز از طرف مارس وان با آن‌ها تماسی حاصل نشده و فعالیت‌ها متوقف شده‌است.

## ورشکستگی
در سال ۲۰۲۵ این شرکت اعلام ورشکستگی کرد و به این ترتیب سفر ۱۰۰ نفر از جمله ۳ ایرانی به مریخ لغو شد. البته واحد غیرانتفاعی این شرکت هنوز در حال فعالیت است اما بعید است که بتواند از پس هزینه های سفر برآید.

## داوطلبان
در ابتدا کل داوطلبان سفر به مریخ دویست و دو هزار نفر بودند که هزار و پنجاه و هفت نفر از آنان برای بررسی‌های بعدی انتخاب شدند. از میان این تعداد، در تاریخ ۲۱ فوریه ۲۰۱۵ تنها ۱۰۰ نفر باقی ماندند. این ۱۰۰ نفر شامل ۳۹ نفر از آمریکا، ۳۱ نفراز اروپا، ۱۶ نفر از آسیا، ۷ نفر از آفریقا و ۷ نفر از اقیانوسیه بودند. این شرکت قصد داشت در نهایت ۲۴ نفر را در ۶ گروه ۴ نفره به سیاره مریخ بفرستد. طبق برنامه اولیه این شرکت، این افراد برای سفر به مریخ باید ۷ سال آموزش می‌دیدند و قرار بود در سال ۲۰۲۳ نخستین گروه طی سفر ۷ ماهه با امکانات و تجهیزات لازم به این سیاره سفر کند. 

### از ایران
در میان این صد نفر سه ایرانی با نام‌های سعید قندهاری ۳۴ ساله (فرزند قربانعلی قندهاری، نمایندهٔ اسبق مردم گرگان و آق قلا)، صادق مدرسی ۳۰ ساله و الهه نوری ۲۱ ساله حضور داشتند.